# Monte Zaccar
El monte Zaccar (del bereber azaikour, que significa « cumbre ») es, con 1550 metros de altitud, el punto culminante de la sierra de Dahra en Argelia. Está ubicado al norte de Miliana, que está construida  sobre sus flancos. La cresta  del monte está orientada en dirección este-oeste.
Domina por una parte el río Cheliff y por la otra por el valiato de  Tipaza.